# Dramáticas (serie de televisión)
Dramáticas (en inglés: Dramatic) es una serie de televisión venezolana, producida por Hispanomedios y transmitida por Venevisión, protagonizada por Scarlet Ortiz, Roxana Diaz, Luis Gerónimo Abreu, Rosmeri Marval y Arán de las Casas con la participación de la primera actriz Lupita Ferrer.
La producción está conformada por 12 episodios, y se estrenó el 16 de octubre de 2023 en el horario estelar de las 9pm por Venevisión, concluyendo su primera temporada el 30 de octubre del mismo año.

## Sinopsis
Trata de una serie de acontecimientos en un canal de televisión casi en ruina, donde actores reconocidos de larga trayectoria se unirán con el propósito de sacarlo adelante para volver a ser lo que un día fue.

## Reparto
- Scarlet Ortiz - Marilyn Ortiz
- Roxana Diaz - Sofía Díaz Mondragón
- Luis Gerónimo Abreu - Alonso Abreu
- Lupita Ferrer  - Yolanda Mistral
- Rosmeri Marval - Abigail Domínguez
- Arán de las Casas - Adrián Perdomo
- Mimí Lazo - Catalina Montenegro
- María Antonieta Duque - Chiquinquirá Mondragón "Chiqui"
- Dora Mazzone - Carlota Mondragón
- Jorge Palacios - Joaquín Perdomo
- Aroldo Betancourt - Eliseo Bustamante
- Javier Vidal - Ignacio Mondragón
- Amanda Gutiérrez - Inés Duarte
- Hilda Abrahamz - Ligia Duzmar
- Víctor Drija - Piero Pérez
- Carlos Guillermo Haydon - Pedro Pablo Alcantara
- Elba Escobar - Constanza
- Fernando Villate - El "Catire" Machado
- Isabella Perez - Carolina "Catirusia"
- Tania Sarabia - Honoria / Emperatriz Sarabia
- Laura Termini - Lalita Fonseca

### Estrellas invitadas
- Kiara - Ella misma (Participación Especial)
- Mariangel Ruiz - Ella misma (Participación Especial)
- Grecia Augusta Rodríguez - Enfermera
- Jalymar Salomón - Danimar
- Wanda D'Isidoro - Fernanda
- Leo Aldana - Él mismo

## Producción
La serie marca el regreso de la producción de dramáticos en las instalaciones de Venevisión, desde que se realizará su última producción en 2017.Las grabaciones de la serie empezaron el 12 de junio,y concluyeron el 25 de julio de 2023.El 26 de agosto se presentaría el primer tráiler.

### Promoción
Durante el 13, 15 y 16 de octubre parte del elenco realizó actividades de promoción en eventos privados en Caracas, Maracaibo y Valencia.
Antes de su estreno, se realizó un antesala en Portadas al Día con el elenco de la teleserie.

## Episodios
| Temporada | Episodios | Venezuela             | Venezuela             |
| Temporada | Episodios | Comienzo              | Final                 |
| --------- | --------- | --------------------- | --------------------- |
| 1         | 12        | 16 de octubre de 2023 | 30 de octubre de 2023 |